# Tayabas
Tayabas è una municipalità di seconda classe delle Filippine, situata nella Provincia di Quezon, nella regione di Calabarzon.
Il Republic Act N. 9398 del 14 luglio 2007 aveva concesso a Tayabas lo status di città; il 18 novembre 2008 la Corte Suprema delle Filippine ha però accolto un ricorso della Lega delle Città delle Filippine annullando la trasformazione in città di 16 municipalità, tra cui Tayabas.
Tayabas è formata da 66 barangay:
- Alitao
- Alsam Ibaba
- Alsam Ilaya
- Alupay
- Angeles Zone I (Pob.)
- Angeles Zone II
- Angeles Zone III
- Angeles Zone IV
- Angustias Zone I (Pob.)
- Angustias Zone II
- Angustias Zone III
- Angustias Zone IV
- Anos
- Ayaas
- Baguio
- Banilad
- Bukal Ibaba
- Bukal Ilaya
- Calantas
- Calumpang
- Camaysa
- Dapdap

- Domoit Kanluran
- Domoit Silangan
- Gibanga
- Ibas
- Ilasan Ibaba
- Ilasan Ilaya
- Ipilan
- Isabang
- Katigan Kanluran
- Katigan Silangan
- Lakawan
- Lalo
- Lawigue
- Lita (Pob.)
- Malaoa
- Masin
- Mate
- Mateuna
- Mayowe
- Nangka Ibaba
- Nangka Ilaya
- Opias

- Palale Ibaba
- Palale Ilaya
- Palale Kanluran
- Palale Silangan
- Pandakaki
- Pook
- Potol
- San Diego Zone I (Pob.)
- San Diego Zone II
- San Diego Zone III
- San Diego Zone IV
- San Isidro Zone I (Pob.)
- San Isidro Zone II
- San Isidro Zone III
- San Isidro Zone IV
- San Roque Zone I (Pob.)
- San Roque Zone II
- Talolong
- Tamlong
- Tongko
- Valencia
- Wakas